# Joaquín Gimeno Casalduero
Joaquín Gimeno Casalduero (n. Madrid, 1931 m. Boston, 25 de abril de 2014) fue un hispanista, medievalista, historiador y crítico literario. Es continuador de la obra de su tío, el también crítico literario, cervantista y galdosiano Joaquín Casalduero, discípulo de Ramón Menéndez Pidal y perteneciente a la Generación del 27.
Hijo de Joaquín Gimeno Rascón y Leonor Casalduero Martí. Su familia materna, los Casalduero, son de origen murciano. A ellos ha dedicado su obra El secreto de los Casalduero. Además de su ya mencionado tío, Joaquín Casalduero Martí, también lo es suyo el General de División Francisco Casalduero Martí, poseedor de una Cruz de Hierro individual y otra colectiva durante su paso por la División Azul. Su bisabuelo, Joaquín Casalduero Conte fue alcalde de Murcia por mandato expreso de Alfonso XII (1881-1882).

## Biografía
Joaquín Gimeno Casalduero nace prácticamente a la vez que la II República Española, en 1931, en Madrid, donde vivió hasta los 5 años. La Guerra civil española le sorprendió a él y su familia en la provincia de Zaragoza, de donde era originaria su familia paterna. Tras pasar por Aragón, Vizcaya, Guipúzcoa y Ciudad Real, su familia se asienta en la ciudad de Lorca (Murcia). Estudia el bachillerato en el Colegio de Santo Domingo de Orihuela (Alicante), de la Compañía de Jesús, donde habían estudiado anteriormente los escritores Miguel Hernández y Gabriel Miró.
Al acabar sus estudios de bachillerato, se matricula en la Universidad de Murcia en el año 1949, en la Facultad de Filosofía y Letras. Allí tiene contacto, entre otros, con el profesor Enrique Tierno Galván. Termina sus estudios universitarios en 1954, con premio extraordinario.
En 1955 colabora con la Real Academia Española, dirigida por entonces por Julio Casares, concretamente en el Seminario de Lexicografía, en el que intervienen figuras como Rafael Lapesa y Samuel Gili Gaya.
Durante su estancia en Madrid, reside en el Colegio Mayor César Carlos, donde estrecha sus lazos con Enrique Tierno Galván.
En 1956 Harvard University le ofrece un puesto de instructor durante un período de 3 años. Siguiendo la estela de su tío Joaquín Casalduero, acepta el puesto y se traslada a los Estados Unidos. Posteriormente, pasa por las universidades de Cambridge (Massachusetts) -donde coincide con Jorge Guillén- y Riverside (California) desde 1959 hasta 1964, con un breve paréntesis entre 1962 y 1964, durante el que dirigió la Escuela Graduada de Middlebury College, en Madrid. En estos años conoce a Rosalie Oliver, quien se convertiría en su mujer en Kansas City (1964).
Tras su vuelta a los Estados Unidos, se traslada a la Western Reserve University, en Cleveland, como Full Professor. En 1972 vuelve a California. Primero, a la University of Southern California (1972 - 1980), y después a la University of California at Los Angeles, donde se jubila en 1993, y a la que perteneció como profesor emérito hasta su fallecimiento en 2014.

## Reconocimientos
- 1981: "Corresponding Member" de la Hispanic Society of America.
- 1992: Académico Correspondiente de la Real Academia Alfonso X el Sabio (Murcia).
- 2003: "Honorary Fellow" de la Hispanic Society of America.

## Obras
- La imagen del monarca en la Castilla del siglo XIV (Madrid, Revista de Occidente, 1972).[1]
- Estructura y diseño en la literatura castellana medieval (Madrid, José Porrúa Turanzas,1975).
- La creación literaria de la Edad Media y del Renacimiento (Madrid, José Porrúa Turanzas, 1977).
- El misterio de la redención y la cultura medieval (Murcia, Academia Alfonso X el Sabio, 1988).
- Los hispanistas murcianos y nuestra literatura (2005, coescrito con Juan Cano Ballesta, Gonzalo Sobejano y Javier Herrero).
- El secreto de los Casalduero (Murcia, Academia Alfonso X el Sabio, 2006).

Se le dedicó un volumen llamado “Spains’s Literary Legacy. Studies in Spanish Literature and Culture from the Middle Ages to the Nineteenth Century. Essays in Honor of Joaquín Gimeno Casalduero” (Nueva Orleans, University Press of the South, 2005).

## Artículos
- “Sentido del diminutivo en la poesía moderna española” (1954)
- “Una novela y dos desenlaces: La Fontana de Oro de Pérez Galdós” (1955)
- “El tópico en la obra de Pérez Galdós” (1956)
- “Notas sobre el Laberinto de Fortuna” (1964)
- “Pero López de Ayala y el cambio poético en Castilla a comienzos del XV” (1965)
- “La profecía medieval en la literatura castellana y su relación con las corrientes proféticas europeas” (1971)
- “El Conde Lucanor: composición y significado” (1975)
- “Berceo: la norma hagiográfica de la Vida de Santo Domingo de Silos” (1977)
- “Los dos desenlaces de La Fontana de Oro: origen y significado” (1978)
- “La regencia de Castilla durante la minoría de don Enrique III” (1979)
- “Las espadas del Cid en el Poema” (1980)
- “Jorge Guillén y Murcia” (1981)
- “El espacio en la Noche serena de Fray Luis de León” (1981)
- “Galdós y la reaparición de personajes: las Porreño, Garrote y Coletilla,” (1982)
- “El Libro de los estados de don Juan Manuel: composición y significado” (1982)
- “Francisco Imperial y la Estrella Diana: Dante, Castilla y los poetas del dolce stil nuovo” (1987)
- “Función de una alegoría: los Milagros de Nuestra Señora y la romería de Berceo” (1988)
- “El mundo de La Celestina,” (1992)
- “Don Juan Manuel: doctrina y obras” (1995)
- “Micer Francisco Imperial: fecha de su nacimiento y algunas de sus obras” (1997)